# Qu'elle est belle la quarantaine !
Qu'elle est belle la quarantaine ! est un téléfilm français réalisé par Alexis Lecaye et diffusé le 22 octobre 2003 sur TF1.

## Fiche technique
- Réalisation : Alexis Lecaye
- Pays :  France
- Durée : 100 minutes

## Distribution
- Bruno Wolkowitch : Marc Blanchet
- Charlotte Kady : Jeanne
- Isabelle Gélinas : Noémie
- Jean-Michel Tinivelli : Alex
- Anna Mihalcea : Pauline
- Catherine Alric : La présidente
- Laura Le Bihan : Matti
- Sophie-Charlotte Husson : Maryse